# Aliona Bondarenko
Alona Bondarenko es una tenista profesional, nacida el 13 de agosto de 1984 en Krivyi Rig, Ucrania.
Es la hermana mayor de la también tenista Kateryna Bondarenko, junto a la cual ganó su primer Grand Slam en el Australian Open de 2008.

## Títulos (6; 2+4)

### Individuales (2)
| Leyenda               |
| Grand Slam (0)        |
| WTA Championships (0) |
| Tier I Event (0)      |
| WTA Tour (2)          |

| N.º | Fecha                | Torneo     | Superficie | Oponente en la final | Resultado |
| --- | -------------------- | ---------- | ---------- | -------------------- | --------- |
| 1.  | 7 de octubre de 2006 | Luxemburgo | Dura       | Francesca Schiavone  | 6-3 6-2   |
| 2.  | 16 de enero de 2010  | Hobart     | Dura       | Shahar Peer          | 6-2 6-4   |

### Finalista en individuales (3)
- 2005: Hyderabad (pierde ante Sania Mirza).
- 2007: Varsovia (pierde ante Justine Henin).
- 2009: Varsovia (pierde ante Alexandra Dulgheru).

### Clasificación en torneos del Grand Slam en individuales
| Torneo                 | 2008 | 2007 | 2006 | 2005 | Títulos |
| ---------------------- | ---- | ---- | ---- | ---- | ------- |
| Australian Open        | 2r   | 3r   | 1r   | 1r   | 0       |
| Roland Garros          | 1r   | 2r   | 1r   | 1r   | 0       |
| Wimbledon              | 2r   | 3r   | 1r   | 3r   | 0       |
| US Open                | 3r   | 3r   | 2r   | 1r   | 0       |
| WTA Tour Championships | -    | -    | -    | -    | 0       |

### Dobles (4)
| Leyenda               |
| Grand Slam (1)        |
| WTA Championships (0) |
| Premier (0)           |
| International (1)     |
| Tier I (0)            |
| Tier II (1)           |
| Tier III (1)          |
| Tier IV (0)           |

| N.º | Fecha                 | Torneo               | Superficie    | Pareja              | Oponentes en la final                     | Resultado   |
| --- | --------------------- | -------------------- | ------------- | ------------------- | ----------------------------------------- | ----------- |
| 1.  | 7 de octubre de 2006  | Estambul             | Tierra batida | Anastasiya Yakimova | Sania Mirza Alicia Molik                  | 6-2 6-4     |
| 2.  | 27 de enero de 2008   | Abierto de Australia | Dura          | Kateryna Bondarenko | Victoria Azarenka Shahar Peer             | 2-6 6-1 6-4 |
| 3.  | 10 de febrero de 2008 | París                | Carpeta       | Kateryna Bondarenko | Eva Hrdinová Vladimíra Uhlířová           | 6-1 6-4     |
| 4.  | 13 de julio de 2009   | Praga                | Tierra batida | Kateryna Bondarenko | Iveta Benešová Barbora Záhlavová-Strýcová | 6-1 6-2     |

### Finalista en dobles (1)
- 2009: Hobart (junto a Kateryna Bondarenko pierden ante Gisela Dulko y Flavia Pennetta).